# الت-شوهینزن
الت-شوهینزن (به آلمانی: Alt-Hohenschönhausen) یک منطقهٔ مسکونی در آلمان است که در برلین واقع شده‌است.

## خصوصیات
الت-شوهینزن ۴۱٬۷۸۰ نفر جمعیت دارد.